# Gmina Samsø
Gmina Samsø (duń. Samsø Kommune) – gmina w Danii na wyspie w regionie Jutlandia Środkowa. 
Siedzibą władz gminy jest Tranebjerg. 
Gmina Samsø została utworzona 1 kwietnia 1970 na mocy reformy podziału administracyjnego Danii. Kolejna reforma w 2007 r. potwierdziła status gminy.

## Dane liczbowe
- Liczba ludności (2005): (♀ 2006 + ♂ 2119) = 4 125
  - wiek 0-6: 6,3%
  - wiek 7-16: 12,4%
  - wiek 17-66: 59,4%
  - wiek 67+: 21,9%
- zagęszczenie ludności: 36,2 osób/km²
- bezrobocie: 7,2% osób w wieku 17-66 lat
- cudzoziemcy z UE, Skandynawii i USA: 216 na 10 000 osób
- cudzoziemcy z krajów Trzeciego Świata: 39 na 10 000 osób
- liczba szkół podstawowych: 1 (liczba klas: 21)